# Digitivalva
Digitivalva – rodzaj motyli z rodziny Glyphipterigidae i podrodziny Acrolepiinae.
Rodzaj ten opisany został w 1970 roku przez Reinharda Gaedike, który jego gatunkiem typowym wyznaczył Acrolepia valeriella.
Motyle te mają przepaski lub siateczkowaty wzór na przednich skrzydłach, niekiedy widoczny tylko przy ich tylnej krawędzi. Samce charakteryzują narządy rozrodcze z walwą wyposażoną w jeden lub dwa palcowate wyrostki kostalne. Torebka kopulacyjna samicy wyróżnia się brakiem znamion, na jej ściankach mogą być obecne tylko ziarenkowate skleryty.
W Europie występuje 15 gatunków, z czego w Polsce 5.
Należą tu m.in.:

- Digitivalva amseli Gaedike, 1975[6]
- Digitivalva africana Gaedike, 1988[7]
- Digitivalva arnicella Heyden, 1863
- Digitivalva artemisiella Moriuti, 1972[8]
- Digitivalva asiatica Gaedike, 1971[9]
- Digitivalva delaireae Gaedike & Krüger, 2002[10]
- Digitivalva christophi (Toll, 1958)
- Digitivalva eglanteriella Mann, 1855
- Digitivalva falkneri Amsel, 1974
- Digitivalva granitella Treitschke, 1833
- Digitivalva hemiglypha Diakonoff et Arita, 1976[11]
- Digitivalva heringi (Klimesch, 1956)
- Digitivalva hoenei Gaedike, 1971[9]
- Digitivalva kasachstanica Gaedike, 1994[8]
- Digitivalva macedonica Klimesch, 1956
- Digitivalva luteola Gaedike, 1988[7]
- Digitivalva moriutii Gaedike, 1982[8]
- Digitivalva nephelota (Bradley, 1965)[12]
- Digitivalva occidentella Klimesch, 1956
- Digitivalva orientella Klimesch, 1956
- Digitivalva pappella Walsingham, 1907
- Digitivalva perlepidella Stainton, 1849
- Digitivalva piozae Varenne et Nel, 2014[13]
- Digitivalva pulicariae Klimesch, 1956
- Digitivalva reticulella Hübner, 1796
- Digitivalva seligeri Gaedike, 2011[14]
- Digitivalva sibirica (Toll, 1958)[8]
- Digitivalva solidaginis Staudinger, 1859
- Digitivalva trapezopa (Meyrick, 1914)[7]
- Digitivalva valeriella Snellen, 1878
- Digitivalva wolfschlaegeri Klimesch, 1956